# Gerhard Wagenitz
Gerhard Wagenitz ( 31 de mayo de 1927, Potsdam - 30 de enero de 2017) fue un botánico alemán, que desarrolló extensas actividades académicas en el Instituto de Sistemática y Geobotánica, de la Universidad de Gotinga.

## Vida
Wagenitz estudió Biología, Química y Física en Berlín y en Gotinga. En 1955 es promovido al doctorado bajo la supervisión del Prof. Dr. Franz Firbas (1902-1964). En 1956 recibe una beca para trabajar en el Departamento de Botánica del Museo de Historia Natural de Viena, y en el mismo año sería Asistente en el Instituto de Botánica Sistemática y Fitogeografía de la Universidad Libre de Berlín (Berlin FU). Fue curador de 1958 a 1969 del Jardín Botánico de Berlín y de su Museo Botánico en Berlin Dahlem.
En 1962 es habilitado para Botánica en "Berlin FU". De 1969 a 1993 fue profesor en la cátedra de Sistemática Vegetal en el Instituto de Geobotánica de la Universidad de Gotinga.
Sus desarrollos científicos se concentraron en la sistemática de fanerógamas, especialmente Asteraceae, y en Historia de la Botánica.

## Obra
- Illustrierte Flora von Mitteleuropa: Spermatophyta: Angiospermae: Dicotyledones 4 (2/1). Volumen 4. Con Gustav Hegi, Hans J. Conert. 2ª edición de Weissdorn, 352 pp. 2008 ISBN 3936055262
- Adelbert von Chamisso als Naturforscher und E. T. A. Hoffmann als Wissenschaftskritiker. Vandenhoeck & Ruprecht, Gotinga 2005
- Albrecht von Haller als Botaniker in Gotinga. Goltze, Gotinga 2003
- Morphologie am Botanischen Museum Berlin. 2003
- "Simplex sigillum veri", auch in der Biologie? Vandenhoeck & Ruprecht, Gotinga 2003
- Wörterbuch der Botanik. Spektrum, Heidelberg 2003. 2ª ed. ISBN 3-8274-1398-2
- Anfänge der Botanik an der Georgia Augusta im Spannungsfeld zwischen Haller & Linné. Vandenhoeck & Ruprecht, Gotinga 2001
- Botanical terminology and homology in their historical context. 5 pp. 1999
- The impact of molecular methods on the systematics of angiosperms. 8 pp. 1997
- Wörterbuch der Botanik: Morphologie, Anatomie, Taxonomie, Evolution Die Termini in Ihrem Historischen Zusammenhang. Fischer, Jena 1996. 552 pp. 1ª ed. ISBN 3-437-35180-X
- Research advances in the Compositae. Vol. 4 de Plant systematics and evolution: Supplementum. Con T.J. Mabry. Edición ilustrada de Springer, 1990. 124 pp. ISBN 3211821740
- Göttinger Biologen 1737-1945. Vandenhoeck & Ruprecht, Gotinga 1988. ISBN 3-525-35876-8
- Compositae II. Parey, Berlín 1982. ISBN 3-489-86020-9
- Das Bild der Pflanze in botanischen Werken. Gotinga 1982
- Index collectorum principalium Herbarii Gottingensis. Gotinga 1982
- Juglandaceae - Polygonaceae. Parey, Berlín 1981. ISBN 3-489-59020-1
- Compositae I. Parey, Berlín 1964-79. ISBN 3-489-84020-8
- A key to the species of Filago L. s.l. (Compositae) in Palestine with notes on the distribution. 6 pp. 1970
- Bibliographie zur Flora von Mitteleuropa, zusammengestellt von Ulrich Hamann und Gerhard Wagenitz. Con Ulrich Hamann. 328 pp. 1970

- La abreviatura «Wagenitz» se emplea para indicar a Gerhard Wagenitz como autoridad en la descripción y clasificación científica de los vegetales.[2]